# رحیم‌آباد (ارومیه)
رحیم آباد نازلو، روستایی است از توابع بخش مرکزی شهرستان ارومیه استان آذربایجان غربی ایران.

## جمعیت
این روستا در دهستان نازلو قرار داشته و بر اساس سرشماری سال ۱۳۸۵ جمعیّت آن ۱۴۵ نفر (۲۵ خانوار)
بوده‌است.
1. ↑  درگاه ملی آمار ایران